# Hierodula
Hierodula är ett släkte av bönsyrsor. Hierodula ingår i familjen Mantidae.

## Bildgalleri

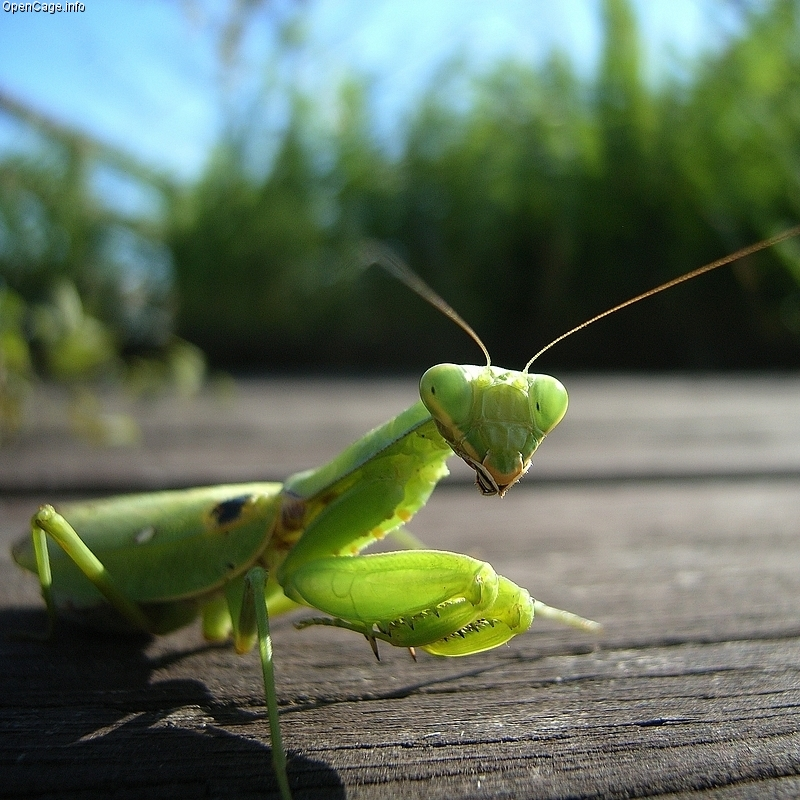

## Dottertaxa tillHierodula, i alfabetisk ordning[1]
- Hierodula ansusana
- Hierodula aruana
- Hierodula assamensis
- Hierodula atrocoxata
- Hierodula beieri
- Hierodula bhamoana
- Hierodula biaka
- Hierodula borneana
- Hierodula brunnea
- Hierodula chamoana
- Hierodula chinensis
- Hierodula coarctata
- Hierodula crassa
- Hierodula cuchingina
- Hierodula daqingshanensis
- Hierodula dolichoptera
- Hierodula doveri
- Hierodula dyaka
- Hierodula everetti
- Hierodula excellens
- Hierodula formosana
- Hierodula fruhstorferi
- Hierodula fumipennis
- Hierodula fuscescens
- Hierodula gigliotosi
- Hierodula gracilicollis
- Hierodula grandis
- Hierodula harpyia
- Hierodula heinrichi
- Hierodula heteroptera
- Hierodula immaculifemorata
- Hierodula inconspicua
- Hierodula ingens
- Hierodula italii
- Hierodula jobina
- Hierodula kapaurana
- Hierodula laevicollis
- Hierodula lamasonga
- Hierodula latipennis
- Hierodula longedentata
- Hierodula macrostigmata
- Hierodula maculisternum
- Hierodula major
- Hierodula majuscula
- Hierodula malaccana
- Hierodula malaya
- Hierodula membranacea
- Hierodula microdon
- Hierodula mindanensis
- Hierodula modesta
- Hierodula monochroa
- Hierodula morokana
- Hierodula multispina
- Hierodula multispinulosa
- Hierodula nicobarica
- Hierodula obiensis
- Hierodula obtusata
- Hierodula oraea
- Hierodula ovata
- Hierodula papua
- Hierodula parviceps
- Hierodula patellifera
- Hierodula perakana
- Hierodula philippina
- Hierodula prosternalis
- Hierodula pulchra
- Hierodula pulchripes
- Hierodula purpurescens
- Hierodula pustulifera
- Hierodula pygmaea
- Hierodula quadridens
- Hierodula quadripunctata
- Hierodula quinquepatellata
- Hierodula rajah
- Hierodula ralumina
- Hierodula robusta
- Hierodula rufomaculata
- Hierodula rufopatellata
- Hierodula salomonis
- Hierodula samangensis
- Hierodula sarasinorum
- Hierodula saussurei
- Hierodula schultzei
- Hierodula scutata
- Hierodula simbangana
- Hierodula similis
- Hierodula siporana
- Hierodula sorongana
- Hierodula sternosticta
- Hierodula stigmata
- Hierodula striata
- Hierodula striatipes
- Hierodula szentivanyi
- Hierodula tenuidentata
- Hierodula tenuis
- Hierodula timorensis
- Hierodula togiana
- Hierodula tonkinensis
- Hierodula tornica
- Hierodula trimacula
- Hierodula unimaculata
- Hierodula venosa
- Hierodula ventralis
- Hierodula werneri
- Hierodula versicolor
- Hierodula westwoodi
- Hierodula vitreoides
- Hierodula xishaensis
- Hierodula yunnanensis
- Hierodula zhangi